# Земля кочівників
«Земля кочівників» (англ. Nomadland), також «Земля кочовиків» — американський драматичний фільм 2020 року режисерки Хлої Чжао, сюжет якого заснований на документальному романі Джессіки Брудер «Земля кочівників: Вижити в Америці XXI століття» (англ. Nomadland: Surviving America in the Twenty-First Century). Фільм здобув головний приз 77-го Венеційського кінофестивалю. Головну роль у стрічці виконала акторка Френсіс Мак-Дорманд.
25 березня 2021 року фільм вийшов в обмежений український прокат.

## Сюжет
Фільм у жанрі роуд-муві розповідає про життя людей, які втратили житло й вимушені кочувати по Заходу США в будинках на колесах, перебиваючись тимчасовими заробітками. У кочівному житті вони вбачають сенс існування й цілу філософію. У багатьох є можливість повернутися до осілого способу життя, але вони цього не роблять. Із сукупності замальовок про долі кочівних літніх американців і складається фільм.

## У ролях
- Френсіс Мак-Дорманд — Ферн
- Девід Стретейрн — Девід
- Пітер Спірсд — Пітер

Більшість інших ролей зіграні акторами-непрофесіоналами.

## Виробництво
Режисерка Хлої Чжао та продюсери Френсіс Макдорманд та Пітер Спірс зняли фільм за однойменною книгою Джессіки Брудер 2017 року. Переглянувши фільм Чжао «Вершник» на Міжнародному кінофестивалі в Торонто 2017 року, Макдорманд вирішила звернутися до неї щодо екранізації книги Джессіки Брудер. Вони зустрілися з Чжао на 33-й нагороді Independent Spirit Awards у березні 2018 року, і Чжао погодилася написати сценарій та стати режисером фільму.
Знімання фільму відбувались протягом чотирьох місяців восени 2018 року. Девід Стретейрн та справжні кочовики Лінда Мей, Суонкі та Боб Веллс також зіграли головну роль.

## Реліз

### У світі
Міжнародна прем'єра фільму відбулася на 77-му Венеційському кінофестивалі, де фільм отримав головну нагороду — «Золотий лев». У Торонто на Міжнародному кінофестивалі 2020 року фільм виграв премію People's Choice. Він став першим фільмом, який коли-небудь отримав головний приз як у Венеції, так і в Торонто.
Вихід фільму в американський прокат спочатку планувався на 4 грудня 2020 року, але через пандемію коронавірусу був перенесений на 19 лютого наступного року.

### В Україні
Права на кінопрокат «Земля кочівників» в Україні отримав український кінодистриб'ютор Kinomania. В український обмежений прокат фільм вийшов 25 березня 2021 року, де демонструвався з оригінальною англійською аудіодоріжкою та без українських субтитрів. Через подальший успіх «Земля кочівників», Kinomania згодом замовила у студії Postmodern українськомовний дубляж стрічки, з яким у червні 2021 року вона вийшла на домашньому відео та vod-платформах, зокрема на iTunes Ukraine, Rakuten TV Ukraine тощо.

## Нагороди та номінації
Фільм був номінований на «Золотий глобус» у чотирьох категоріях:
- найкращий драматичний фільм
- найкращий сценарій (Хлої Чжао)
- найкраща режисура (Хлої Чжао)
- найкраща акторка в драматичному фільмі (Френсіс Мак-Дорманд)

7 березня на церемонії нагородження Critics’ Choice Awards 2021 його визнали найкращим фільмом року.